# Исидор Барух
Исидор Барух (Београд, 23. април 1910 — Злакуса, код Ужица, 18. август 1941), учесник Народноослободилачке борбе и народни херој Југославије.

## Биографија
Исидор Барух рођен је 23. априла 1910. године у Београду. Средњу школу завршио је у Пожаревцу и Нишу. После завршетка гимназије студирао је технику на Београдском универзитету. Ту је почео да се револуционарно ангажује. Године 1939. постао је машински инжењер. У раној младости је постао члан Комунистичке партије Југославије. Још као студент оштро је иступао у осуди монархистичког режима, због чега је био прогањан.
Након завршених студија запослио се у Смедеревској Паланци. Ту је наставио своју револуционарну активност и ширио напредне идеје међу радницима. Због тога је био отпуштен с посла, па одлази у Београд и запошљава се у фабрици „Микрон“. И овде наставља свој револуционарни рад, па је поновно отпуштен с посла.
Током школовања и рада стекао је високо образовање и широку културу, што му је омогућило да преведе нека од марксистичких дела. Био је сарадник у издањима напредних брошура у едицији „Бели медвед“.
Средином 1940. године био је ухапшен и августа бачен у затвор на Ади Циганлији. Капитулација Краљевине Југославије затекла га је у затвору. Тада је искористио прилику и побегао. До краја маја 1941. године живео је у илегалности, а затим је, по задатку Покрајинског комитета КПЈ за Србију, отишао у Ужице, где је покренуо политички рад на мобилизовању народних маса за партизански покрет. Радио је као партијски руководилац у Косјерићу. Једно је време био у Црногорској партизанској чети, а потом у Ужичкој чети „Радоје Марић“ Ужичког партизанског одреда. Иако се борио врло кратко, много је допринео подизању и ширењу антифашистичког устанка и формирању првих оружаних група у ужичком крају.
Када су немачке трупе (Први батаљон 724. пука) и албански жандари из Косовске Митровице на брду Градина, у атару села Злакуса код Ужица 18. августа 1941. године опколили Ужичку чету, настала је оштра борба. Изгледало је да ће цела чета бити ликвидирана. После петочасовне борбе, чета је успела да пробије непријатељски обруч и да се извуче из потпуног окружења. У тој борби погинуло је пет бораца, међу којима и Исидор Барух.
Указом председника Федеративне Народне Републике Југославије Јосипа Броза Тита, 6. јула 1953. године, проглашен је за народног хероја.